# ليزا شانون
ليزا شانون (بالإنجليزية: Lisa Shannon)‏ هي كاتِبة أمريكية، ولدت في 6 فبراير 1975 في الولايات المتحدة.

## وصلات خارجية
- الموقع الرسمي